# Кадес

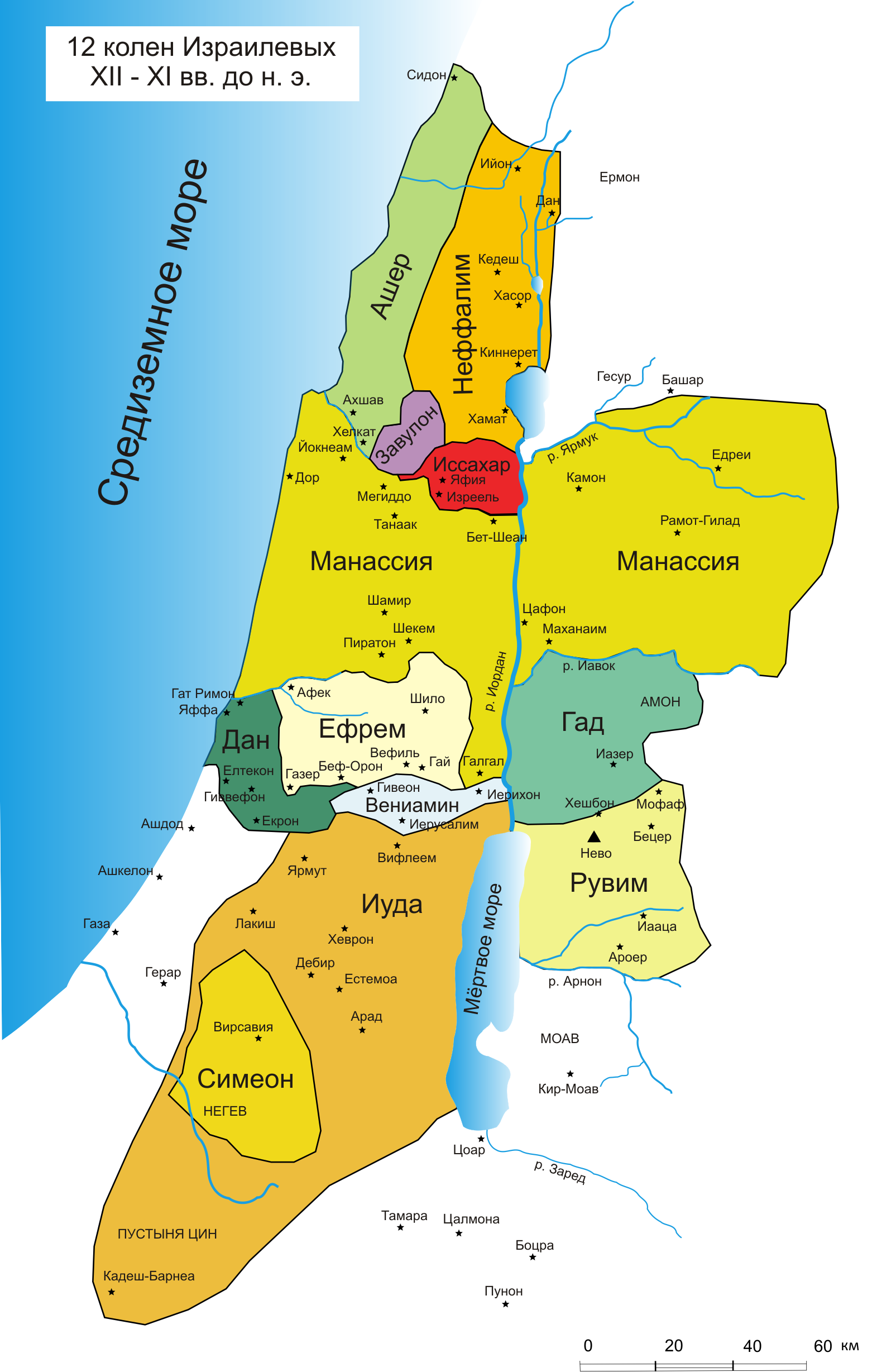
Кадес (Кадеш-Барнеа) на юго-восточной границе Палестины

Кадес (ивр. קדש‎ Кадеш) — упоминаемый в Библии оазис в пустыне Негев на границе Синайского полуострова и Ханаана (Южный округ Израиля).
Там располагался источник Мишпат и обитали племена амаликитян (Быт. 14:7). Во время блужданий Моисея по пустыне из Кадеса были отправлены в Ханаан лазутчики (Чис. 13:27), а в Идумею послы (Чис. 20:14). В Кадес евреи попали через 11 дней пути от горы Синай, однако оставались в этом месте около 38 лет.
В Кадес-Варни дети Израиля совершили большую ошибку (Втор. 1:19−46; 2:14−15). В результате этой ошибки «истребилось всё поколение воинов из среды стана» (2:14). Ошибка детей Израиля в Кадес-Варни была совершена из-за их неверия по отношению к Богу и к Его обещанию (1:32, 35).
Кадес — место смерти пророчицы Мариам (Чис. 20:1). Существует версия, отождествляющая Кадес и Петру